# Rondon do Pará
Rondon do Pará is een gemeente in de Braziliaanse deelstaat Pará. De gemeente telt 47.772 inwoners (schatting 2009).
De gemeente grenst aan Dom Eliseu, Abel Figueiredo, Açailândia en MA.

## Galerij

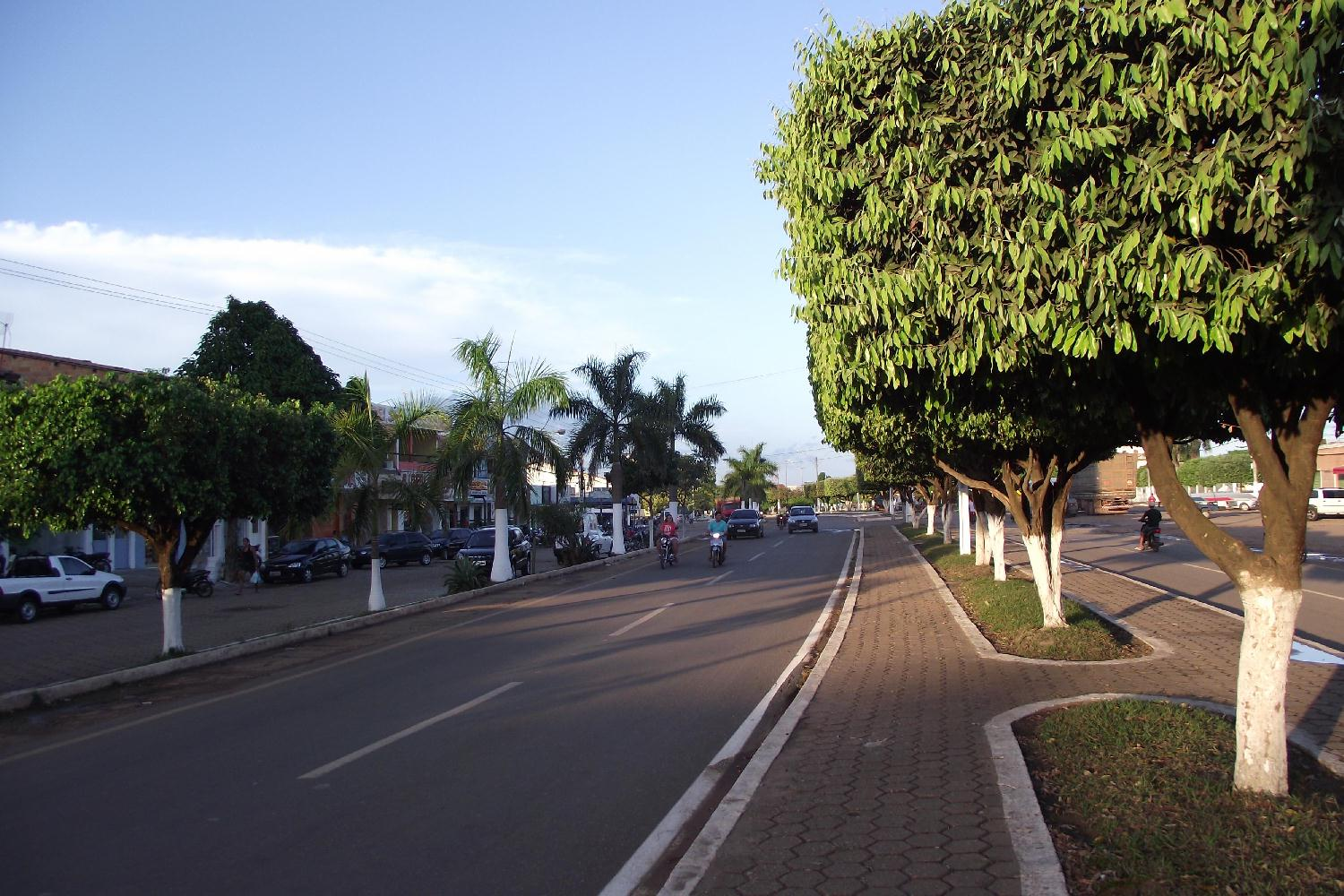
Rondon do Pará
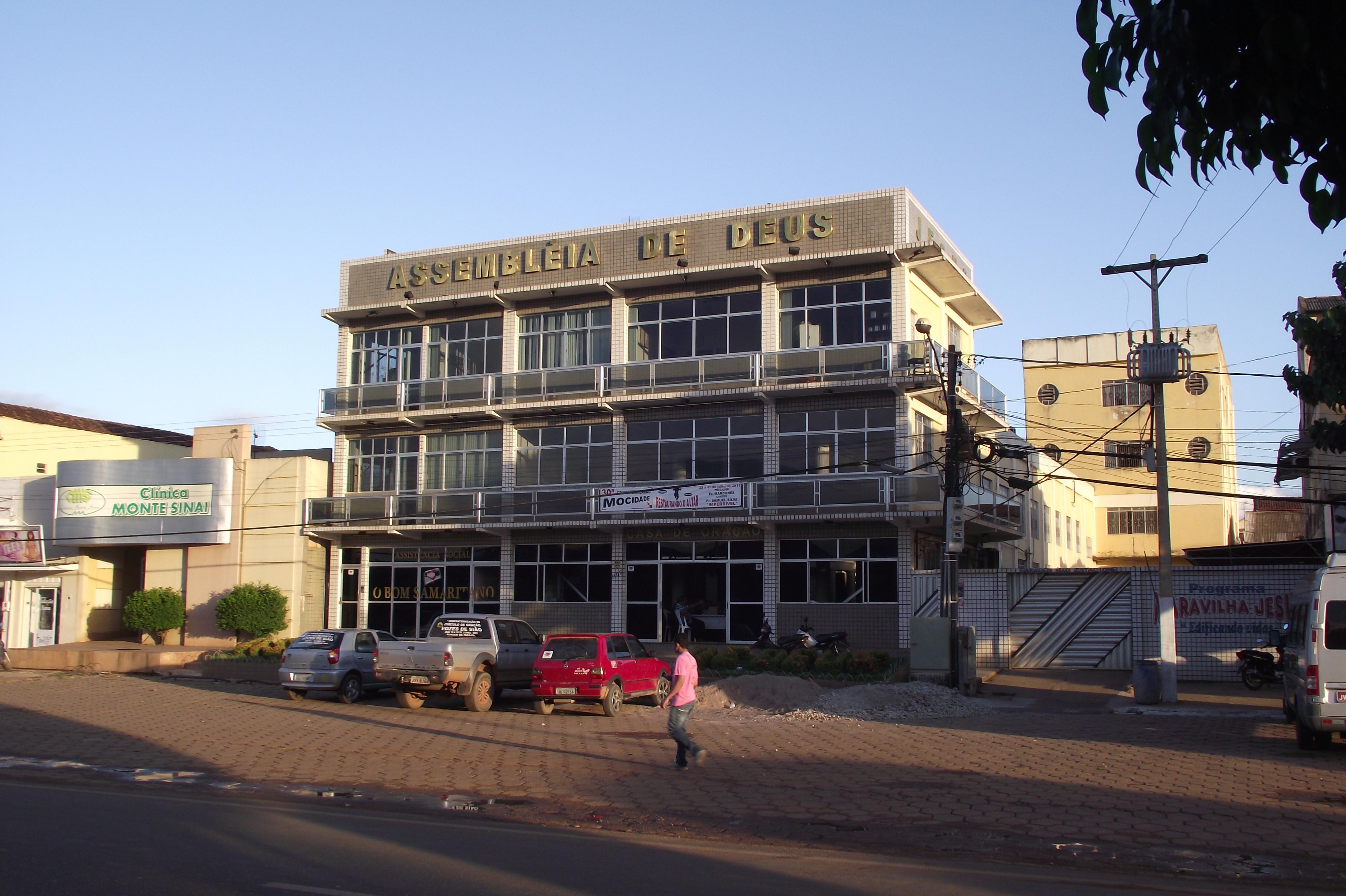
Pinkstergemeente van Rondon do Pará
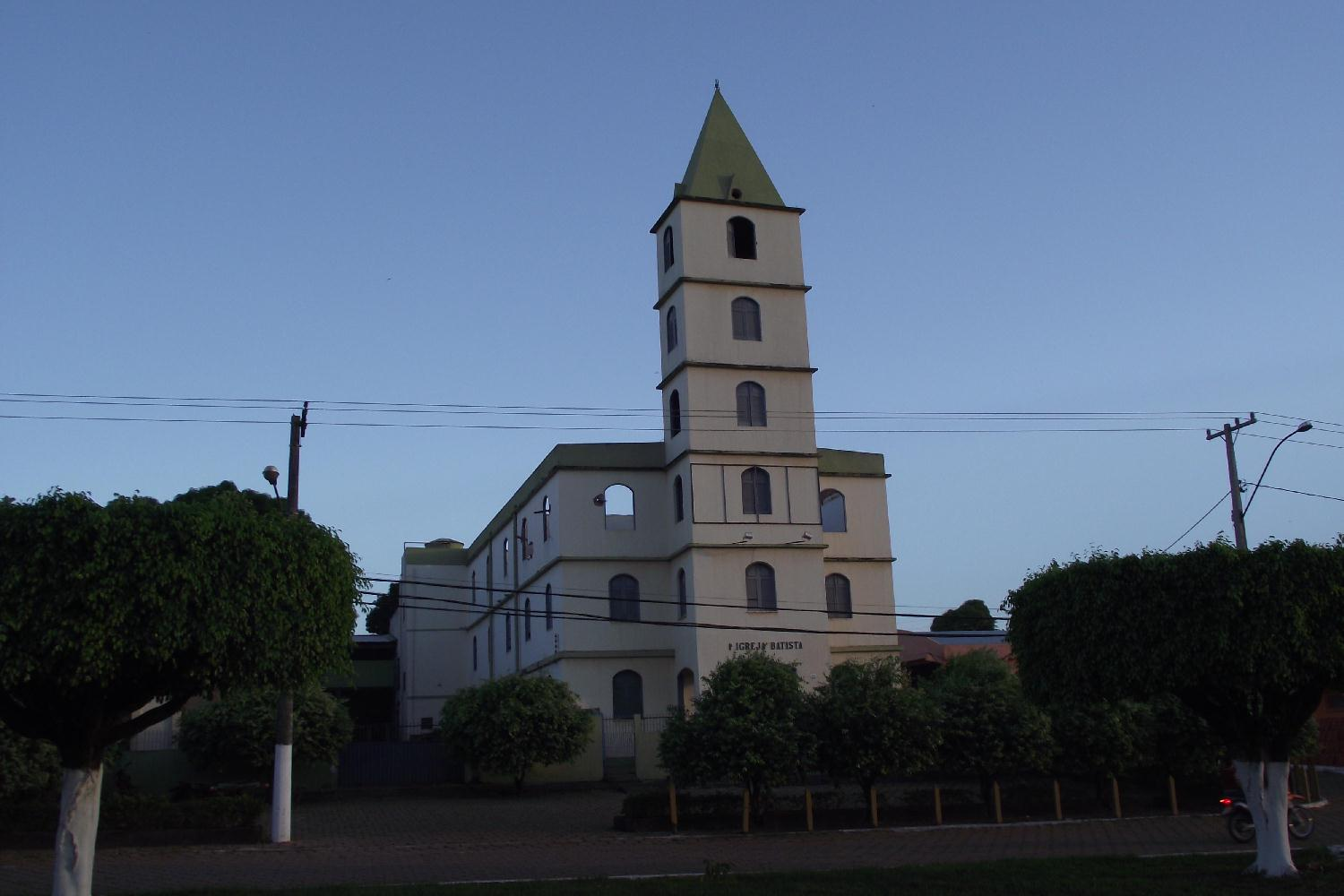
Baptistenkerk van Rondon do Pará